# Jari Vlak
Jari Vlak (Volendam, 15 agosto 1998) è un calciatore olandese, centrocampista dell'ADO Den Haag.

## Caratteristiche tecniche
È un centrocampista centrale.

## Carriera
Cresciuto nel settore giovanile del Dordrecht, debutta in prima squadra il 25 settembre 2018 in occasione dell'incontro di Eerste Divisie perso 2-1 contro il Willem II. L'11 gennaio 2021 si trasferisce all'Emmen, militante in Eredivisie.

## Statistiche
Statistiche aggiornate al 31 gennaio 2021.

### Presenze e reti nei club
| Stagione        | Squadra         | Campionato      | Campionato | Campionato | Coppe nazionali | Coppe nazionali | Coppe nazionali | Coppe continentali | Coppe continentali | Coppe continentali | Altre coppe | Altre coppe | Altre coppe | Totale | Totale | Totale |
| Stagione        | Squadra         | Comp            | Pres       | Reti       | Comp            | Pres            | Reti            | Comp               | Pres               | Reti               | Comp        | Pres        | Reti        | Pres   | Reti   |        |
| --------------- | --------------- | --------------- | ---------- | ---------- | --------------- | --------------- | --------------- | ------------------ | ------------------ | ------------------ | ----------- | ----------- | ----------- | ------ | ------ | ------ |
| 2018-2019       | Volendam        | 1D              | 26         | 1          | CO              | 1               | 0               |                    | -                  | -                  |             | -           | -           | 27     | 1      |        |
| 2019-2020       | Volendam        | 1D              | 28         | 4          | CO              | 1               | 0               |                    | -                  | -                  |             | -           | -           | 29     | 4      |        |
| 2020-gen. 2021  | Volendam        | 1D              | 17         | 2          | CO              | 0               | 0               |                    | -                  | -                  |             | -           | -           | 17     | 2      |        |
| Totale Volendam | Totale Volendam | Totale Volendam | 71         | 7          |                 | 2               | 0               |                    | -                  | -                  |             | -           | -           | 73     | 7      |        |
| gen.-giu. 2021  | Emmen           | ED              | 4          | 0          | CO              | 1               | 0               |                    | -                  | -                  |             | -           | -           | 5      | 0      |        |
| Totale carriera | Totale carriera | Totale carriera | 75         | 7          |                 | 3               | 0               |                    | -                  | -                  |             | -           | -           | 78     | 7      |        |

## Palmarès

### Club

#### Competizioni nazionali
- Eerste Divisie: 1

Emmen: 2021-2022